# Piet Sterckx
Piet Sterckx (Tienen, 25 september 1925 - Weert, juni 1987) was een Vlaams journalist en toneelschrijver. 

## Levensloop
Piet Sterckx debuteerde begin jaren vijftig als een van de eersten in Vlaanderen en Zuid-Nederland met absurdistische stukken als Het scheve oog en De verdwaalde plant. Later werd hij "huisauteur" bij het Nederlands Kamertoneel te Antwerpen. In 1958 ontving Sterckx de "prijs van de Vlaamse Gemeenschap voor toneelliteratuur" voor Slakken en naalden (1957).
Naast zijn werk als toneelschrijver werkte Sterckx als journalist voor De Nieuwe Gazet. Na zijn overlijden in 1987 werd hij gecremeerd en is zijn as uitgestrooid op de oude strooiweide van begraafplaats Schoonselhof te Antwerpen.

### Toneelstukken
- Het scheve oog (1951)
- De verdwaalde plant (1953)
- Sonate voor twee scharnieren (1954)
- De meppen (1956)
- Spook in kwadraat (1956)
- Geschminkt zelfportret (1957)
- Slakken en naalden (1957)
- De gelijkbenigen (1960)
- Altijd vrijdag (1961)
- De overzitters (1969)
- Het lijk in de fles (1974)

### Romans
- Een burgerlijke vakantie in het Zuiden (1979)
- Dertig dagen robot zijn (1981)

- Digitale Bibliotheek voor de Nederlandse Letteren: ster005
- International Standard Name Identifier: 0000 0001 1039 7097
- Library of Congress Control Number: n79077501
- Nederlandse Thesaurus van Auteursnamen: 06845399X
- Système universitaire de documentation: 113903642
- Virtual International Authority File: 13589280
- WorldCat: E39PBJktkrQkrH9D4M64gFY3wC